# Komyrbäcken
Komyrbäcken är ett naturreservat i Nordmalings kommun i Västerbottens län.
Området är naturskyddat sedan 2017 och är 15 hektar stort. Reservatet omfattar en västsluttning kring Komyrbäcken. Skogen består av äldre grandominerade skogar med inslag av lövträd och tall.